# Diócesis de Springfield (Massachusetts)
La diócesis de Springfield (en latín: Dioecesis Campifontis y en inglés: Roman Catholic Diocese of Springfield in Massachusetts) es una circunscripción eclesiástica latina de la Iglesia católica en Estados Unidos, sufragánea de la arquidiócesis de Boston. La diócesis tiene al obispo William Draper Byrne como su ordinario desde el 14 de octubre de 2020.

## Territorio y organización
La diócesis tiene 7306 km² y extiende su jurisdicción sobre los fieles católicos de rito latino residentes en 4 condados del estado de Massachusetts: Berkshire, Franklin, Hampden y Hampshire.
La sede de la diócesis se encuentra en la ciudad de Springfield, en donde se halla la Catedral de San Miguel.
En 2020 en la diócesis existían 77 parroquias.

## Historia
La diócesis fue erigida el 14 de junio de 1870 con el breve Ex commissi Nobis del papa Pío IX, obteniendo el territorio de la diócesis de Boston (hoy arquidiócesis).
Originalmente sufragánea de la arquidiócesis de Nueva York, en 1875 pasó a formar parte de la provincia eclesiástica de la arquidiócesis de Boston.
El 14 de enero de 1950 cedió una parte de su territorio para la erección de la diócesis de Worcester mediante la bula Ad animarum bonum del papa Pío XII.

## Estadísticas
De acuerdo al Anuario Pontificio 2021 la diócesis tenía a fines de 2020 un total de 164 799 fieles bautizados.
| Año                                                                             | Población            | Población | Población      | Sacerdotes | Sacerdotes    | Sacerdotes    | Bautizados por sacerdote | Diáconos permanentes | Religiosos | Religiosos | Parroquias |
| Año                                                                             | Bautizados católicos | Total     | % de católicos | Total      | Clero secular | Clero regular | Bautizados por sacerdote | Diáconos permanentes | Varones    | Mujeres    | Parroquias |
| ------------------------------------------------------------------------------- | -------------------- | --------- | -------------- | ---------- | ------------- | ------------- | ------------------------ | -------------------- | ---------- | ---------- | ---------- |
| 1950                                                                            | 285 000              | 600 000   | 47.5           | 424        | 291           | 133           | 672                      |                      | 192        | 1045       | 122        |
| 1966                                                                            | 382 497              | 729 581   | 52.4           | 485        | 323           | 162           | 788                      |                      | 245        | 1264       | 134        |
| 1968                                                                            | 386 086              | 242 808   | 159.0          | 443        | 293           | 150           | 871                      |                      | 193        | 1293       | 134        |
| 1976                                                                            | 355 608              | 800 000   | 44.5           | 399        | 272           | 127           | 891                      |                      | 186        | 996        | 136        |
| 1980                                                                            | 352 949              | 791 642   | 44.6           | 370        | 249           | 121           | 953                      |                      | 171        | 980        | 136        |
| 1990                                                                            | 318 238              | 851 000   | 37.4           | 309        | 229           | 80            | 1029                     | 25                   | 115        | 743        | 135        |
| 1999                                                                            | 288 967              | 800 500   | 36.1           | 252        | 203           | 49            | 1146                     | 51                   | 10         | 645        | 130        |
| 2000                                                                            | 275 648              | 800 000   | 34.5           | 233        | 181           | 52            | 1183                     | 52                   | 62         | 581        | 129        |
| 2001                                                                            | 275 899              | 729 195   | 37.8           | 215        | 174           | 41            | 1283                     | 49                   | 50         | 580        | 130        |
| 2002                                                                            | 262 748              | 792 195   | 33.2           | 209        | 169           | 40            | 1257                     | 59                   | 49         | 580        | 127        |
| 2003                                                                            | 251 311              | 790 000   | 31.8           | 195        | 165           | 30            | 1288                     | 58                   | 39         | 580        | 126        |
| 2004                                                                            | 240 730              | 800 000   | 30.1           | 198        | 163           | 35            | 1215                     | 57                   | 44         | 570        | 124        |
| 2010                                                                            | 243 306              | 852 077   | 28.6           | 187        | 153           | 34            | 1301                     | 78                   | 48         | 427        | 85         |
| 2014                                                                            | 250 600              | 877 500   | 28.6           | 177        | 140           | 37            | 1415                     | 87                   | 50         | 333        | 81         |
| 2017                                                                            | 200 900              | 824 161   | 24.4           | 167        | 133           | 34            | 1202                     | 177                  | 49         | 312        | 80         |
| 2020                                                                            | 164 799              | 833 815   | 19.8           | 187        | 129           | 58            | 881                      | 106                  | 66         | 248        | 77         |
| Fuente: Catholic-Hierarchy, que a su vez toma los datos del Anuario Pontificio. |                      |           |                |            |               |               |                          |                      |            |            |            |

Escuelas secundarias
- Cathedral High School, Springfield
- Holyoke Catholic High School, Chicopee
- Saint Mary High School, Westfield
- St. Joseph Central High School, Pittsfield

## Episcopologio
- Patrick Thomas O'Reilly † (23 de junio de 1870-28 de mayo de 1892 falleció)
- Thomas Daniel Beaven † (9 de agosto de 1892-25 de octubre de 1920 falleció)
- Thomas Michael O'Leary † (16 de junio de 1921-10 de octubre de 1949 falleció)
- Christopher Joseph Weldon † (28 de enero de 1950-15 de octubre de 1977 renunció)
- Joseph Francis Maguire (15 de octubre de 1977 por sucesión-27 de diciembre de 1991 retirado)
- John Aloysius Marshall † (27 de diciembre de 1991-3 de julio de 1994 falleció)
- Thomas Ludger Dupré † (14 de marzo de 1995-11 de febrero de 2004 renunció)
- Timothy Anthony McDonnell (9 de marzo de 2004-19 de junio de 2014 retirado)
- Mitchell Thomas Rozanski (19 de junio de 2014-10 de junio de 2020 nombrado arzobispo de San Luis)[4]
- William Draper Byrne, desde el 14 de octubre de 2020